# Václav Tille
Václav Tille, noto anche con lo pseudonimo di Václav Říha (Tábor, 16 febbraio 1867 – Praga, 26 giugno 1937), è stato uno scrittore ceco.

## Biografia
Studiò lingue slave e romanze all'Università Carolina di Praga, dove fu influenzato dal lavoro di Jan Gebauer, e a Parigi.
Nel 1912 subentrò a Jaroslav Vrchlický come docente di letteratura comparata all'Università Carolina. Fu anche critico teatrale e studioso di letteratura popolare. Si occupò di favolistica, del folclore ceco e dei suoi rapporti con la letteratura (České pohádky Boženy Němcové, "Le favole ceche di Božena Němcová", 1908; Soupis českých pohádek, "Bibliografia delle favole ceche", 3 voll., 1929-37).
Il suo lavoro fu portato avanti da Albert Prazak.
Con lo pseudonimo di Václav Říha pubblicò numerosi volumi di racconti e favole, molto popolari tra i ragazzi ("Le favole di Říha", 1915; "Paleček", 1918; "Gli animali", 1928).
Nel 1925 fu tra i fondatori della sezione ceca dell'International PEN.

## Opere principali

### Saggistica
- Divadelní vzpomínky (1917)
- Literární studie (1892)
- Povídky sebrané na mor. Valašsku (1902)
- Erbenovy České pohádky (1905)
- Němcové Národní báchorky a pověsti (1905)
- Němcové Pohádky (1907)
- Kinéma (1908)
- České pohádky do roku 1848 (1909)
- Soupis českých pohádek, díl I. (1930)
- Soupis českých pohádek, díl 2. (1934)
- Božena Němcová (1911)
- Filosofie literatury u Taina a předchůdců (1902)
- Maurice Maeterlinck (1910)
- Roncesvalles (1915)

### Favole
- Letní noc (1905)
- Říhovy pohádky (1915)
- Paleček (1922)
- Nebojsa (1925)